# Barichneumonites indicus
Barichneumonites indicus là một loài tò vò trong họ Ichneumonidae.